# Colobothea lunulata
Colobothea lunulata es una especie de escarabajo longicornio del género Colobothea,  subfamilia Lamiinae. Fue descrita científicamente por Lucas en 1859.
Se distribuye por Argentina, Brasil, Bolivia, Colombia, Ecuador y Perú. Mide 16-20 milímetros de longitud. El período de vuelo ocurre en los meses de enero, marzo, octubre y diciembre.